# Global Records
Global Records ist ein rumänisches Plattenlabel, das 2008 vom Geschäftsmann Ștefan Lucian gegründet wurde. Ab 2018 veröffentlichte das Label eine Reihe von Hits, die in den rumänischen Musikcharts landeten. Im Sommer 2019 wurden rund 24 % der von in rumänischen Radiosendern ausgestrahlten Musik von Global Records vertrieben. Global Records ist Teil der Global Entertainment-Plattform, zu der neben dem Plattenlabel auch die Booking-Agentur Global Booking und die Marketing-Influencer-Agentur Global Influencers gehören. Das Label hat Künstler wie Inna unter Vertrag genommen, die von The Guardian als „einer der größten Exporte Rumäniens“ bezeichnet worden ist.
Im Januar 2020 kündigte das rumänische Fernsehen (TVR) an, mit dem Label für den Eurovision Song Contest 2020 zusammenzuarbeiten, Die Veranstaltung wurde jedoch 2019 aufgrund der COVID-19-Pandemie abgesagt. Die für den Contest nominierte rumänische Sängerin Roxen wurde dennoch intern für den Eurovision Song Contest 2021 vornominiert. Im August 2020 erklärte Warner Music Global Records zum offiziellen Lizenznehmer. Die erste gemeinsame Promo-Kampagne startete für Roxens Single How to Break a Heart.

## Musiker
Global Records verfügt über die Verwertungsrechte der Werke vieler bekannter rumänischer Musiker, darunter:
- Alina Eremia
- Ami
- Antonia
- Carla’s Dreams
- DJ Project
- Inna
- Irina Rimes
- The Motans
- Roxen
- Sickotoy
- Mark Stam
- Minelli
- Olivia Addams

Ehemalige Musiker
- Delia[20]
- Diana V
- G Girls
- Karmen
- MIRA
- Nicoleta Nucă
- Vanotek